# Onaway (Michigan)
Onaway é uma cidade localizada no estado americano de Michigan, no Condado de Presque Isle.

## Demografia
Segundo o censo americano de 2000, a sua população era de 993 habitantes.
Em 2006, foi estimada uma população de 940, um decréscimo de 53 (-5.3%).

## Geografia
De acordo com o United States Census Bureau tem uma área de
4,4 km², dos quais 4,4 km² cobertos por terra e 0,0 km² cobertos por água.

## Localidades na vizinhança
O diagrama seguinte representa as localidades num raio de 36 km ao redor de Onaway.